# Fischia il sesso
Fischia il sesso è un film commedia italiano del 1974, diretto da Gian Luigi Polidoro.

## Trama
Una ragazza di New York, Carol, per sposarsi si rivolge all'agenzia matrimoniale di Mr. Lewis, che le presenta Gavino, giovane sardo immigrato clandestino.

## Distribuzione
Il film fu distribuito negli Stati Uniti con il titolo Instant Coffee.